# San Leonardo de Yagüe
Pour les articles homonymes, voir San Leonardo (homonymie) et Yagüe.
San Leonardo de Yagüe est une commune espagnole de la province de Soria en Castille-et-León. C'est une ville de la comarque de Pinares. Connue sous le nom de San Leonardo jusqu'en 1952, date à laquelle elle changea de nom pour y ajouter celui du général franquiste Juan Yagüe né dans cette commune et décédé cette année-là.

## Géographie

Carte des municipalités de la Province de Soria

### Localisation
San Leonardo de Yagüe est situé à 48 km de Soria, capitale de la province du même nom.
La commune comprend aussi le hameau d'Arganza.
Une partie de son territoire est située dans le Parc naturel de Cañón del Río Lobos.

### Voies de communication
La commune est située sur la route nationale N-234. Elle communique avec Vilviestre del Pinar par la route BU-V-8225 et avec Palacios de la Sierra par la route BU-V-8229, localisées toutes deux sur la route autonome CL-117.
La ville a disposé d'une station de chemin de fer formant un arrêt de l'axe Santander-Méditerranée jusqu'à la fermeture de la gare en 1985.

## Économie
L'activité économique de ce village est essentiellement tournée vers l'industrie du bois et l'industrie agroalimentaire. Elle compte quelques activités touristiques puisque village est situé sur le chemin de Saint-Jacques de Soria appelé aussi Castille-Aragon. Ce chemin permet de rejoindre Burgos et lae chemin principal vers Saint-Jacques de Compostelle.
Depuis 1955, la principale entreprise de la commune, l'entreprise Puertas Norma, est spécialisée dans la fabrication de portes en bois de pins pour le marché national et international. En 2005, elle était aussi l'entreprise comptant le plus grand nombre de salariés de toute la province de Soria. En 2010, Puertas Norma annonçait un plan social pour 512 salariés mais un juge annule en 2011 la décision pour 331 de ces postes.

## Histoire
La date exacte de création de San Leonardo n'est pas connue, mais cela serait aux alentours des Xe et XIe siècles. Le plus ancien document citant le village date de 1173 sur une carte d'Alphonse VIII.
Le village est aussi mentionné le 17 mars 1570 lorsque des habitants de San Leonardo et Navaleno sont convenus par écrit ce jour-là avec l'abbé de La Vid de lui fournir vingt-quatre poutres de pin avant « le jour de Pâques du Saint-Esprit » (Pentecôte).
La bourgade était spécialisée dans le transport terrestre de marchandises et faisait partie de la fraternité de Burgos-Soria de la « Real Cabaña de Carreteros ». La Real Cabaña de Carreteros compta jusqu'à 5 000 véhicules à la fin du XVIIe siècle et San Leonardo en formait l'épicentre avec plus de 700 charettes et environ 3 000 bœufs d'attelage,.
Dans le recensement de 1789, ordonné par le comte de Floridablanca, la bourgade apparait comme chef-lieu du conseil de San Leonardo d'une division administrative nommée «partido Tierra de Roa» rapportant à la municipalité de Burgos. Ce conseil était sous la juridiction de la seigneurie et sous l'autorité du maire ordinaire, nommé par le comte de Siruela. Elle comptait alors 498 habitants.
À la chute de l'ancien régime, la localité se constitue en municipalité constitutionnelle sous le nom de San Leonardo de Arganza, dans la région de Castille la Vieille. Au recensement de 1842, la ville comptait 150 habitations et 546 habitants.
Le 9 novembre 1891 naît dans ce village le futur « boucher de Badajoz », le général franquiste Juan Yagüe.
En pleine guerre civile fut célébré le « Jour du Caudillo» le 1er octobre 1937, premier anniversaire de « l'exaltation » de Franco à la tête de l'État. Ce jour-là, à San Leonardo, c'est le natif du village, le colonel Juan Yagüe, vêtu de la chemise bleue des phalangistes, prononça un discours qui fut acclamé par les villageois et dans lequel il affirmait qu'il fallait exterminer tous les dirigeants ouvriers. Il prononça les paroles suivantes :
« Et celui qui résiste, vous savez déjà ce qu'il vous reste à faire : en prison ou au mur, peu importe. Nous avons entrepris de vous racheter et nous vous rachèterons, que cela vous plaise ou non. Nous avons besoin de vous, nous n'avons pas du tout besoin de vous ; élections, il n'y en aura plus jamais, pourquoi voulons-nous vos votes ? Nous allons d'abord racheter ceux de l'autre côté ; nous allons leur imposer notre civilisation, puisqu'ils ne veulent pas, pour le bien, pour le mal, nous les vaincrons de la même manière que nous avons vaincu les Maures, en un mot, quand ils résistaient à accepter nos routes, nos médecins et nos vaccins, notre civilisation. »
En 2020, San Leonardo de Yagüe restait, malgré la loi sur la mémoire historique, une des six dernières communes à ne pas avoir changé son nom pour effacer tout lien avec le franquisme. Les autres communes sont Alberche del Caudillo (Toledo), Villafranco del Guadiana (Badajoz), Quintanilla de Onésimo (Valladolid), Villafranco del Guadalhorce (Malaga) et Guadiana del Caudillo (Badajoz).

## Personnalités
- Juan Yagüe Blanco (1891-1952), militaire et phalangiste. Fut ministre de l'air entre août 1939 et juin 1940[10] et Capitaine Général de la VIe Region Militaire, à Burgos, de 1944 à 1952.